# Henry Figueroa
Henry Adalberto Figueroa Alonzo (ur. 28 grudnia 1992 w Santa Fe) – honduraski piłkarz występujący na pozycji środkowego obrońcy, reprezentant Hondurasu.
W październiku 2022 został zawieszony przez FIFA za odmowę poddania się kontroli antydopingowej w 2019 roku, gdy był piłkarzem kostarykańskiego LD Alajuelense (ogółem cztery lata zawieszenia).